# Zatoka Słoni Morskich
Zatoka Słoni Morskich (ang. Elephant Seal Cove) – zatoka u południowych wybrzeży Wyspy Króla Jerzego, między przylądkami Turret Point a Mersey Spit w cieśninie Katsui Strait (część Cieśniny Bransfielda). Nazwę nadał latem 1979/1980 członek polskiej ekspedycji antarktycznej Andrzej Paulo ze względu na licznie występujące w zatoce słonie morskie. 